# Zelin Resiana
Zelin Resiana (Magelang, 9 de julio de 1972) es una deportista indonesia que compitió en bádminton. Ganó una medalla de bronce en el Campeonato Mundial de Bádminton de 1997 en la prueba de dobles.

## Palmarés internacional
| Campeonato Mundial | Campeonato Mundial    | Campeonato Mundial | Campeonato Mundial |
| Año                | Lugar                 | Medalla            | Prueba             |
| ------------------ | --------------------- | ------------------ | ------------------ |
| 1997               | Glasgow (Reino Unido) | Medalla de bronce  | Dobles             |